# 第一東和会病院
第一東和会病院（だいいちとうわかいびょういん）は、医療法人東和会が大阪府高槻市に設置する病院。

## 概要
二次救急指定病院。公益財団法人日本医療機能評価機構認定病院。大阪府認定地域医療支援病院。

## 診療科
（この節の出典）
- 内科
- 循環器内科
- 消化器内科
- 血液内科
- 外科
- 消化器外科
- 整形外科
- 脳神経外科
- 形成外科
- 小児科
- 泌尿器科
- 婦人科
- 眼科
- 耳鼻いんこう科
- リハビリテーション科
- 放射線科
- 麻酔科
- 皮膚科
- ペインクリニック内科
- 乳腺外科
- 女性泌尿器科
- 糖尿病・内分泌内科

## 医療機関の認定
（この節の出典）
- 保険医療機関
- 労災保険指定病院
- 生活保護法指定病院（中国残留邦人等の円滑な帰国の促進並びに永住帰国した中国残留邦人等及び特定配偶者の自立の支援に関する法律（平成6年法律第30号）に基づく指定医療機関を含む。）
- 母体保護法指定医の配置されている医療機関
- 臨床研修病院
- 指定自立支援病院（更生医療）
- 指定自立支援医療機関（精神通院医療）
- 結核指定病院
- 特定疾患治療研究事業委託医療機関
- 原子爆弾被害者一般疾病医療取扱病院
- DPC対象病院
- 身体障害者福祉法指定医の配置されている医療機関
- 公害医療機関
- 在宅療養後方支援病院

## 交通アクセス
- 阪急京都本線「高槻市駅」､JR京都線「高槻駅」から高槻市営バス、「野田」停留所すぐ。